# La cortigiana di Siviglia
La cortigiana di Siviglia (Carmen, la de Triana) è un film drammatico del 1938 diretto da Florián Rey per la versione spagnola, Carmen, la de Triana e da Herbert Maisch per la versione tedesca, Andalusische Nächte.

## Trama
A Siviglia in Spagna s'intreccia una profonda relazione fra la bella cantante gitana Carmen e il potente capitano Don Josè. Purtroppo l'amore non è destinato a durare a lungo a causa del libero spirito della ragazza che la porterà ad innamorarsi di un altro il che provocherà la rabbia omicida di Don Josè.

## Curiosità
Ispirandosi all'avventura tedesca della troupe spagnola, nel 1998 Fernando Trueba ha diretto il film spagnolo La niña dei tuoi sogni, con Penelope Cruz. In una scena del film la Cruz canta la stessa canzone di Imperio Argentina, Los Piconeros, con diretta citazione da La cortigiana di Siviglia.